# Campeonato Mundial de Esgrima de 1966
O Campeonato Mundial de Esgrima de 1966 foi a 34ª edição do torneio organizado pela Federação Internacional de Esgrima (FIE) entre 6 de julho a 16 de julho de 1966. O evento foi realizado em Moscou, União Soviética. 

## Resultados
Os resultados foram os seguintes. 
Masculino
| Evento             | Ouro                                                                                              | Prata | Bronze                                                                                      |
| Espada individual  | União Soviética · Aleksey Nikanchikov                                                             | França · Claude Bourquard                                                                                   | Polónia · Bohdan Gonsior                                                                    |
| Espada por equipe  | França · Claude Bourquard · Jacques Brodin · Yves Dreyfus · Jean-Pierre Allemand · Yves Boissier  | União Soviética · Vladimir Godzhiyev · Guram Kostava · Grigori Kriss · Alekséi Nikanchikov · Yuri Smoliakov | Suécia · Karl-Erik Broms · Hans Lagerwall · Lars-Erik Larsson · Jan Skogh · Carl von Essen  |
| Florete individual | União Soviética · German Sveshnikov                                                               | França · Jean-Claude Magnan                                                                                 | União Soviética · Viktor Putyatin                                                           |
| Florete por equipe | União Soviética · Guerman Sveshnikov · Viktor Putiatin · Yuri Sharov · Yuri Sisikin · Mark Midler | Hungria · Béla Gyarmati · József Gyuricza · Jenő Kamuti · László Kamuti · Sándor Szabó                      | Polónia · Egon Franke · Adam Lisewski · Ryszard Parulski · Zbigniew Skrudlik · Witold Woyda |
| Sabre individual   | Polónia · Jerzy Pawłowski                                                                         | Hungria · Tibor Pézsa                                                                                       | Hungria · Zoltán Horváth                                                                    |
| Sabre por equipe   | Hungria · Péter Bakonyi · Tibor Pézsa · Tamás Kovács · Zoltán Horváth · Miklós Meszéna            | União Soviética · Umiar Mavlijanov · Nugzar Asatiani · Mark Rakita · Yakov Rylski · Eduard Vinokurov        | França · Claude Arabo · Jacques Lefèvre · Serge Panizza · Marcel Parent · Bernard Vallée    |

Feminino
| Evento             | Ouro | ' Prata                                                                                       | Bronze |
| Florete individual | União Soviética · Tatyana Petrenko-Samusenko                                                                           | União Soviética · Alexandra Zabelina                                                          | União Soviética · Galina Gorokhova                                                                          |
| Florete por equipe | União Soviética · Tatiana Samusenko · Aleksandra Zabelina · Galina Gorojova · Valentina Prudskova · Diana Nikanchikova | Hungria · Ildikó Bóbis · Mária Gulácsy · Paula Marosi · Ildikó Rejtő · Lídia Sákovics-Dömölky | França · Marie-Chantal Demaille · Brigitte Gapais · Claudette Herbster · Annick Level · Catherine Rousselet |

## Quadro de medalhas
País sede
| Ordem | País            | Medalha de ouro | Medalha de prata | Medalha de bronze |    |
| ----- | --------------- | --------------- | ---------------- | ----------------- | -- |
| 1     | União Soviética | 5               | 3                | 2                 | 10 |
| 2     | Hungria         | 1               | 3                | 1                 | 5  |
| 3     | França          | 1               | 2                | 2                 | 5  |
| 4     | Polónia         | 1               |                  | 2                 | 3  |
| 5     | Suécia          |                 |                  | 1                 | 1  |
| TOTAL | TOTAL           | 8               | 8                | 8                 | 24 |